# Цифрове безсмертя
Цифрове безсмертя (англ. Digital immortality) — гіпотетична технологія створення віртуальної копії особистості людини на основі інформації, пов'язаної з особистістю. Такий процес найбільше схожий з резервним копіюванням.

## Сутність процесу
Суть цифрового безсмертя в тому, що фізично людина помирає, однак її мозок сканується і у цифровому вигляді сутність особистості завантажується в комп'ютер.

## Практичні спроби
Були спроби реалізувати подібні проєкти і вивести їх на ринок, зокрема «Cyber All Project» від Microsoft Research і «Terasem». Важливо відзначити, що значну частину власне самої концепції цифрового безсмертя розробила Microsoft Research.